# Prix du fair play UEFA

Le prix du fair play UEFA récompense trois clubs de football chaque saison de 1995 à 2015.
L'UEFA établit dans un premier temps un classement annuel des associations européennes sur la base du comportement des clubs et des équipes nationales de chaque association durant la saison. Les trois premières associations de ce classement récompensent alors le premier club de son propre classement fair-play national non-qualifié pour la Ligue des champions.
Entre 2008 et 2015, les clubs récompensés étaient qualifiés pour le premier tour de la Ligue Europa. Depuis la saison 2015-2016, ils sont récompensés financièrement.

## Récompense
La première association de ce classement obtient une place supplémentaire pour le premier tour préliminaire de la Ligue Europa. Pour la saison 2007/2008, l'Angleterre obtient la première place et le club de Manchester City est donc qualifié pour le premier tour de la coupe UEFA 2008-2009. Un tirage au sort entre les quatre fédérations suivantes permettait d'attribuer deux places supplémentaires pour cette compétition. Désormais, les 3 meilleurs fédérations au classement se voient récompensés d'une place au premier tour de la Ligue Europa.
À noter que pour pouvoir prétendre à l'une de ces places, une association doit avoir une moyenne de 8,0 points au minimum.
La place supplémentaire est alors attribuée à l'équipe la plus fair-play du championnat de première division de l'association concernée. Si l'équipe en question est déjà qualifiée pour une compétition européenne, c'est l'équipe la plus fair-play dudit championnat mais non qualifiée pour une compétition européenne qui obtient la place.
Une relégation sportive à l'échelon inférieur ne fait pas obstacle à la qualification d'une équipe par le biais du fair-play.

## Attribution des points
Chaque match est évalué par le délégué de l'UEFA sur la base des critères suivants :

### Cartons rouges et jaunes
Chaque équipe commence le match avec 10 points desquels sont déduits :
- 1 point par carton jaune
- 3 points par carton rouge

Si un joueur est expulsé pour un second carton jaune, l'équipe est pénalisée de 3 points. Toutefois si la faute est sanctionnée d'une expulsion directe, alors l'équipe est pénalisée de quatre points (carton jaune + carton rouge).

### Jeu positif
Ce critère vaut 10 points au maximum et 1 point au minimum.
Il a pour objectif de récompenser le jeu actif qui est attrayant pour les spectateurs. L'évaluation du jeu positif consiste à prendre en considération les aspects suivants :
- Aspects positifs
  - tactique offensive plutôt que défensive
  - accélérer le jeu
  - ne pas perdre de temps
  - s'efforcer de marquer un but supplémentaire, même si l'objectif visé est d'ores et déjà atteint

- Aspects négatifs
  - ralentir le jeu
  - gaspiller du temps
  - tactique fondée sur le jeu dur
  - simulation, etc.

En règle générale, le jeu positif est en corrélation avec le nombre d'occasions de but créées et le nombre de buts marqués.

### Respect de l’adversaire
Ce critère vaut 5 points au maximum et 1 point au minimum.
En évaluant le comportement des joueurs vis-à-vis de leurs adversaires, les délégués doivent éviter une double notation par rapport au critère « Cartons rouges et jaunes ». Toutefois, ils peuvent prendre en compte la gravité des infractions sanctionnées par un carton ou les fautes ignorées par l’arbitre.
L'évaluation doit se fonder sur des attitudes positives plutôt que sur des infractions. Pour un comportement sans reproche, mais en l'absence de toute attitude ou de gestes spécialement positifs, il convient d'attribuer un 4 plutôt qu'un 5.

### Respect de l’arbitre
Ce critère vaut 5 points au maximum et 1 point au minimum.
Ici aussi il convient d'éviter une double notation par rapport au critère « Cartons rouges et jaunes ». Toutefois, le délégué peut prendre en compte la gravité des infractions sanctionnées par un carton.
Une attitude positive à l’égard de l'arbitre sera récompensée, y compris l'acceptation d’une décision discutable sans réclamation. Pour un comportement normal, mais en l'absence de toute attitude ou de gestes spécialement positifs à l'égard de l’arbitre, il convient d'attribuer un 4 plutôt qu'un 5.

### Comportement des officiels d’une équipe
Ce critère vaut 5 points au maximum et 1 point au minimum.
Les aspects positifs et négatifs du comportement des officiels d'une équipe seront évalués. La
collaboration avec les médias sera également considérée comme un critère d'évaluation. Pour un comportement normal, mais en l'absence de toute attitude ou de gestes spécialement positifs, il convient d'attribuer un 4 plutôt qu'un 5.

### Comportement du public
Ce critère vaut 5 points au maximum et 1 point au minimum.
Il n'est pris en compte que dans la mesure où un certain nombre de supporters de l'équipe concernée assistent à la partie.

### Évaluation globale
L'évaluation d'une équipe s'obtient en additionnant les points attribués selon les différents critères, puis en divisant ce total par le nombre maximum de points et en multipliant le résultat par 10.
Le nombre maximum de points par match est généralement égal à 40. Si toutefois le nombre de supporters d'une équipe est négligeable et que le critère « Comportement du public » n'est pas évalué le nombre maximum de points à attribuer est de 35.
L'évaluation est calculée au millième. Les chiffres ne seront pas arrondis.Ces deux phrases sont contradictoires
En plus de ce calcul, le délégué procédera à une brève analyse écrite de la performance des équipes sur le plan du fair-play, afin d'expliquer les aspects positifs et négatifs ayant présidé à son évaluation. Cette évaluation écrite peut également mettre en évidence des gestes individuels exceptionnels de fair-play de la part des joueurs, officiels, arbitres ou de toute autre personne.

## Palmarès
Les équipes suivantes se sont qualifiées par le prix du fair play.
Depuis la création de ce prix, les pays nordiques (Norvège, Danemark, Finlande, Suède) ont toujours eu au moins une place parmi les trois pays récompensés annuellement (à l'exception de la saison 2015-2016). Ils en ont eu deux à huit reprises, et ils se sont réparti les trois places à quatre reprises.
| Saison    | Équipe 1            | Équipe 2            | Équipe 3             |
| Saison    | Équipe 1            | Tirage au sort      | Tirage au sort       |
| --------- | ------------------- | ------------------- | -------------------- |
| 1995-1996 | Viking FK           | Leeds United        | FC Avenir Beggen     |
| 1996-1997 | Malmö FF            | CSKA Moscou         | FC Jazz Pori         |
| 1997-1998 | SK Brann            | Aston Villa         | Örebro SK            |
| 1998-1999 | Aston Villa         | FinnPa Helsinki     | Molde FK             |
| 1999-2000 | Kilmarnock FC       | FK Bodø/Glimt       | Tulevik Viljandi     |
| 2000-2001 | IFK Norrköping      | Lierse SK           | Rayo Vallecano       |
| 2001-2002 | Shakhtyor Soligorsk | MYPA                | Matador Puchov       |
| 2002-2003 | SK Brann            | Ipswich Town FC     | Sigma Olomouc        |
| 2003-2004 | Manchester City     | Racing Club de Lens | Esbjerg fB           |
| 2004-2005 | Östers IF           | Mika Ashtarak       | Illichvets Marioupol |
| 2005-2006 | Viking Stavanger    | FSV Mainz 05        | Esbjerg fB           |
| 2006-2007 | Gefle IF            | KSV Roulers         | SK Brann             |
| 2007-2008 | BK Hacken           | MYPA                | Lillestrøm SK        |
| 2008-2009 | Manchester City     | Hertha Berlin       | FC Nordsjælland      |
| Saison    | Équipe 1            | Équipe 2            | Équipe 3             |
| 2009-2010 | Rosenborg BK        | Randers FC          | Motherwell           |
| 2010-2011 | Gefle IF            | Randers FC          | MYPA                 |
| 2011-2012 | Aalesunds FK        | Fulham FC           | BK Häcken            |
| 2012-2013 | Stabæk              | MYPA                | FC Twente            |
| 2013-2014 | Gefle IF            | Tromsø IL           | IFK Mariehamn        |
| 2014-2015 | Tromsø IL           | IF Brommapojkarna   | MYPA                 |
| 2015-2016 | Go Ahead Eagles     | West Ham            | UC Dublin            |

### Palmarès par pays[4]
- 13 prix :  Norvège
- 10 prix :  Suède
- 8 prix :  Finlande
- 8 prix :  Angleterre
- 5 prix :  Danemark
- 2 prix :  Allemagne,  Belgique,  Pays-Bas
- 1 prix :  Arménie,  Biélorussie,  Écosse,  Espagne,  Estonie,  France,  Irlande,  Luxembourg,  Russie,  Slovaquie,  République tchèque,  Ukraine